# 絢香 LIVE TOUR 2012 "The beginning"～開始的時刻～
《絢香 LIVE TOUR 2012 "The beginning"～開始的時刻～》（日语：絢香 LIVE TOUR 2012 "The beginning"～はじまりのとき～）為日本歌手絢香於2012年12月12日發行的現場影音作品。

## 簡介
- 本次採「影音+單曲」型式發行。
- 本次收錄2012年8月8日於橫濱體育館的最終場公演。
- 藍光版本封入首場公演「日本武道館」的Photo Book感動照片，並收錄〈The beginning〉、〈はじまりのとき〉音樂錄影帶、演唱會特別影像。
- DVD版本僅封入首場公演「日本武道館」的Photo Book感動照片。

## 發行版本
- 藍光+CD
- DVD+CD

## 曲目

### Disc 1（藍光/DVD）
1. The beginning
2. Magic Mind
3. 夢的夥伴（夢を味方に）
4. HIKARI
5. THIS IS THE TIME
6. Rolling In The Deep（翻唱自Adele曲子）
7. 牽手吧（手をつなごう）
8. 歡迎回來（おかえり）
9. Hello
10. 這片天空下（みんな空の下）

- 藍光限定收錄
  - 〈The beginning〉、〈はじまりのとき〉音樂錄影帶、演唱會特別影像

### Disc 2（CD）
1. - 日本電視台新聞節目《NEWS ZERO》主題曲

## 資料來源
絢香日本官網#NEWS （页面存档备份，存于）

## 外部連結
絢香官網 （页面存档备份，存于）